# أندري سميرنوف (لاعب هوكي الجليد)
أندري سميرنوف (بالروسية: Андрей Александрович Смирнов)‏ هو لاعب هوكي الجليد روسي، ولد في 24 أبريل 1990 في تشيريبوفيتس في روسيا.

## وصلات خارجية
- أندري سميرنوف على موقع دوري الهوكي للقارات (الإنجليزية)
- أندري سميرنوف على موقع EliteProspects.com (الإنجليزية)